# Габороне
Габоро́не чи Ґаборо́не (сетсв. Gaborone вимова [χabʊˈrʊnɪ]; англ. Gaborone, вимова [ˌɡæbəˈroʊniː]) — столиця та найбільше місто Ботсвани. Населення міста становить 246 325 осіб (2022).

## Географія
Місто розташована на річці Нотване на південному сході Ботсвани, за 15 км від кордону з ПАР. Габороне витягнуте з півночі на південь вздовж залізниці. Місто розташоване на висоті 1100 м.

## Клімат
Середні температури січня — 26 °C, липня — 13 °C. Опадів понад 500 мм в рік.
| Клімат Габороне                                                 | Клімат Габороне | Клімат Габороне | Клімат Габороне | Клімат Габороне | Клімат Габороне | Клімат Габороне | Клімат Габороне | Клімат Габороне | Клімат Габороне | Клімат Габороне | Клімат Габороне | Клімат Габороне | Клімат Габороне |
| Показник                                                        | Січ.            | Лют.            | Бер.            | Квіт.           | Трав.           | Черв.           | Лип.            | Серп.           | Вер.            | Жовт.           | Лист.           | Груд.           | Рік             |
| Середній максимум, °C                                           | 32,5            | 31,5            | 30,2            | 27,8            | 25,4            | 22,5            | 22,8            | 25,7            | 29,6            | 31              | 31,5            | 32,3            | 28,6            |
| Середній мінімум, °C                                            | 19,4            | 19,3            | 17,4            | 13,4            | 8,3             | 4,6             | 4,6             | 7,6             | 12,5            | 16,2            | 17,9            | 18,8            | 13,3            |
| Норма опадів, мм                                                | 113.6           | 88.6            | 66.1            | 32.5            | 10.7            | 4.5             | 0.4             | 3.4             | 18.7            | 44.4            | 80.2            | 89.1            | 552.2           |
| --------------------------------------------------------------- | --------------- | --------------- | --------------- | --------------- | --------------- | --------------- | --------------- | --------------- | --------------- | --------------- | --------------- | --------------- | --------------- |
| Джерело: World Weather Information Service — Gaborone, Botswana |                 |                 |                 |                 |                 |                 |                 |                 |                 |                 |                 |                 |                 |

## Історія
Засноване у 1964 році. Назване на честь місцевого правителя 19 століття. Місто Габороне 1969 року стало столицею Ботсвани замість Мафікенга, колишньої столиці Бечуаналенда, яка розташовувалася поза межами країни.
Нова столиця виросла на місці невеликого поселення упродовж трьох років. Були побудовані урядові установи, електростанція, лікарня, школи, радіостанції, телефонні вузли, поліційні станції, поштові відділення, банки, магазини, церква, готелі, стадіон і більше тисячі будинків. Основна інфраструктура міста була готова до дня незалежності 30 вересня 1966 року. Старе поселення перетворилося на район міста «The Village» («село»).
У цьому районі в 2007 році відкрито Національний ботанічний сад Ботсвани.
В наш час[коли?] Габороне — одне з найдинамічніших за розвитком міст Африки.

## Населення
За даними на 2006 рік населення міста становило 191 776 осіб: 92 859 чоловіків і 98 917 жінок. Таким чином, у столиці країни проживає понад 10 % всього населення Ботсвани. Мало того, половина населення країни живе менш ніж за 100 км від Габороне. Приріст населення в місті становить 3,4 % — найвищий показник в Ботсвані. Це пояснюється активним напливом мігрантів з інших регіонів країни.
За даними перепису 2011 року населення міста становить 231 626 осіб.
 Динаміка чисельності населення Габороне по роках: 
| 1971   | 1981   | 1991    | 2001    | 2011    | 2013    | 2022    |
| ------ | ------ | ------- | ------- | ------- | ------- | ------- |
| 18 799 | 59 657 | 133 468 | 186 007 | 231 626 | 235 884 | 246 325 |

### СНІД
СНІД є серйозною проблемою для жителів столиці Ботсвани. 17,1 % від усього населення Габороне є ВІЛ-інфікованими. Серед жінок цей показник становить 20,5 %, тоді як серед чоловіків — 13,6 %. Серед осіб у віці 45 — 49 років частка ВІЛ-інфікованих максимальна (35,4 %).

## Економіка
Габороне є найважливішим економічним центром країни, тут розташовані штаб-квартири таких фінансових інститутів держави, як Банк Ботсвани, Банк Габороне, Банк ABC, Ботсванська фондова біржа, а також таких організацій, як Air Botswana, Consumer Watchdog, Botswana Telecommunications Corporation і Debswana (найбільший у світі виробник алмазів). Також розташована штаб-квартира Товариства розвитку Півдня Африки. Крім того, у Габороне представлені такі зарубіжні компанії, як Hyundai, IBM, Daewoo, Volvo, Owens-Corning і Siemens.
За даними на 2008 рік, рівень безробіття в Габороне становив 11,7 %.

## Транспорт

Аеропорт Сера Серетсе Кгама

Міжнародний аеропорт ім. Сера Серетсе Кгама розташований за 25 км на північ від Габороне.
Рейси з летовища виконуються у такі міста, як Франсистаун, Хараре, Лусаку, Маун, Йоганнесбург та інші.
Через місто проходять кілька важливих автомагістралей, у тому числі Транскалахарська автомагістраль, шосе Каїр — Кейптаун, шосе № 1 та інші.
Місто розташоване на залізничній лінії Кейптауна — Хараре. Залізнична станція в Ґабороне розташована в середмісті.
Громадський транспорт досить надійний порівняно з іншими великими містами Африки, представлений головним чином маршрутними таксі.
Села в околицях міста з'єднані з Габороне автобусними маршрутами.

## Спорт
- У місті базується футбольний клуб «Нотвейн», який є триразовим чемпіоном країни.

## Уродженці
- Джоель Могоросі — ботсванський футболіст, нападник.
- Джон Кам'юка — ботсванський плавець.
- Діпсі Селолване — ботсванський футболіст.
- Саманта Паксінос — ботсванська плавчиня.
- Наомі Руеле — ботсванська плавчиня.
- Джеймс Фрімен — ботсванський плавець.

## Світлини

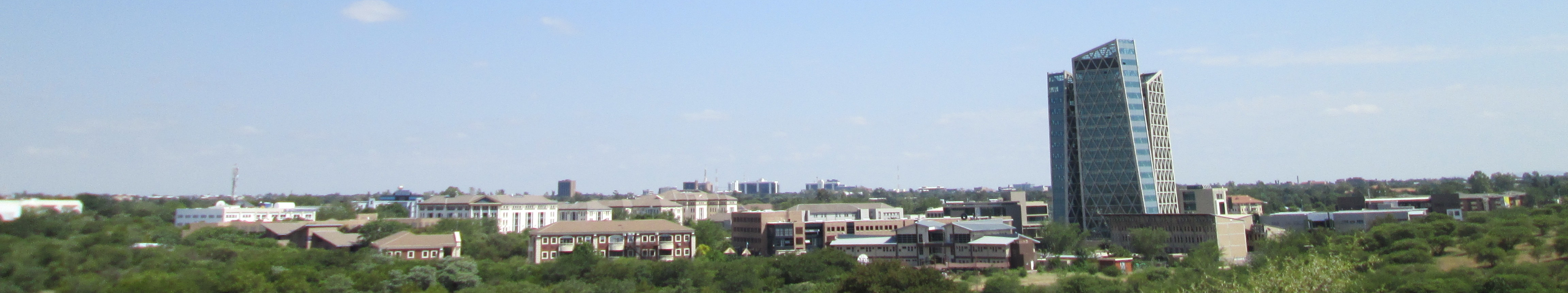

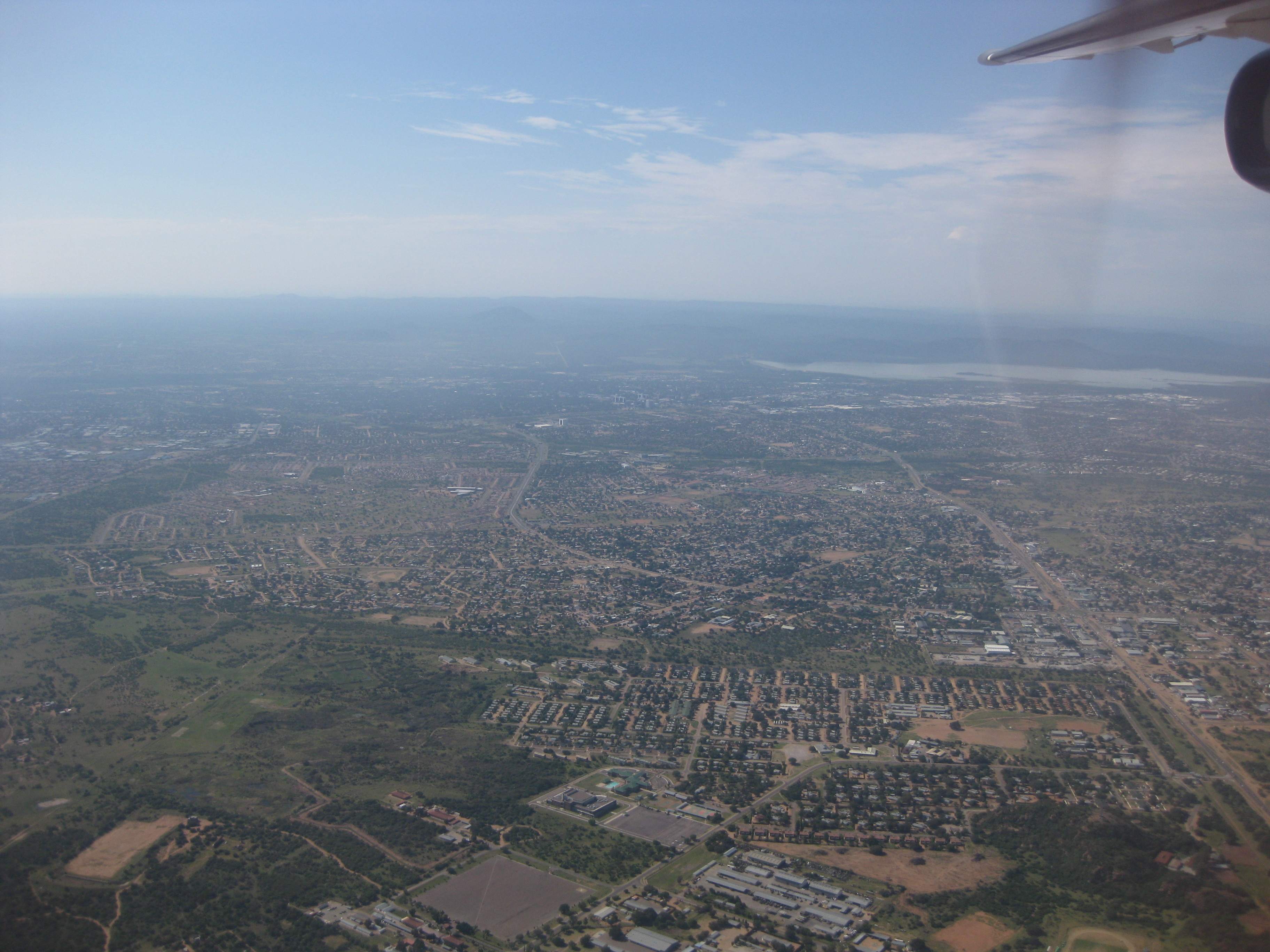
Вид на місто з повітря
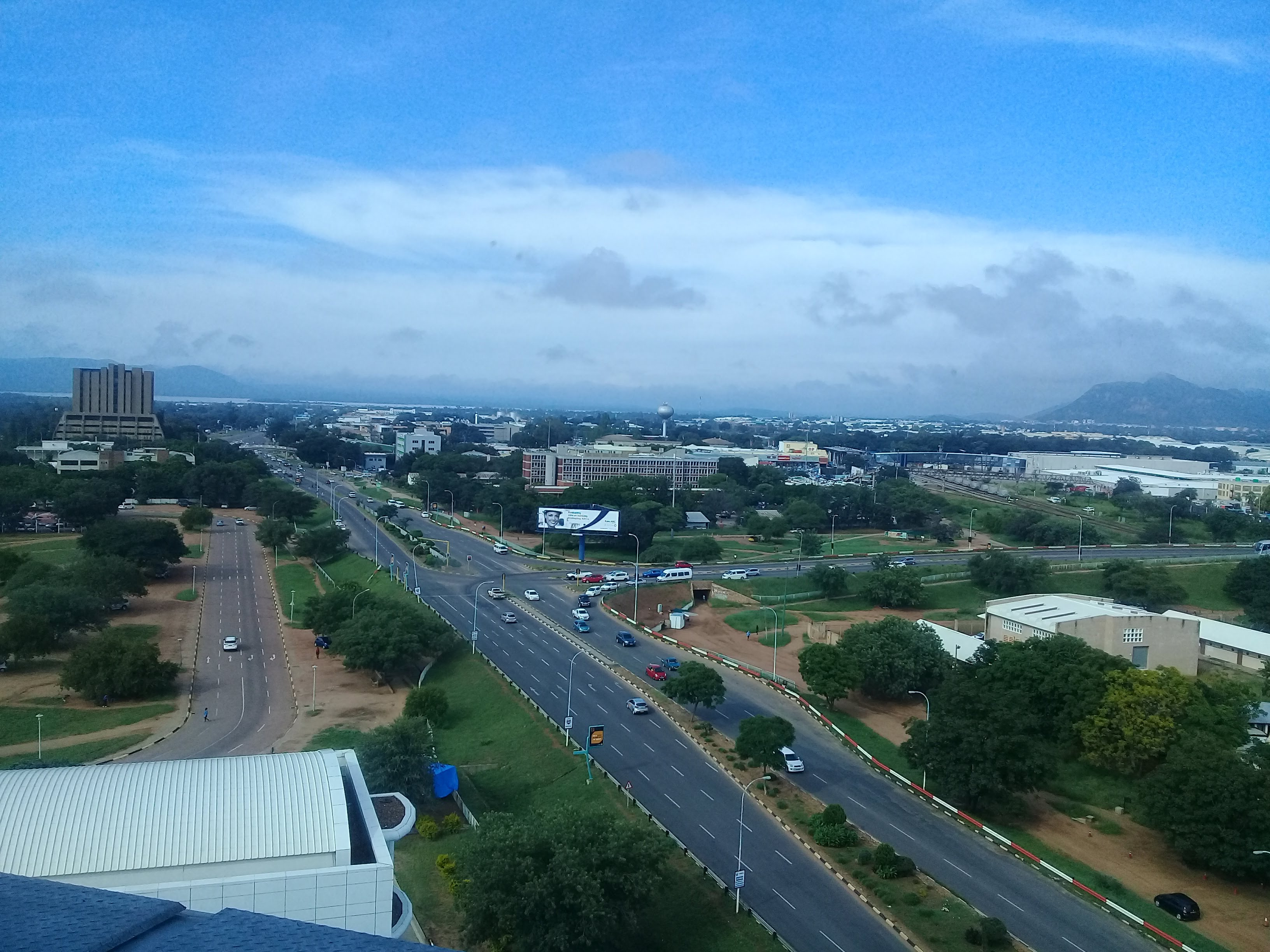
середмістя
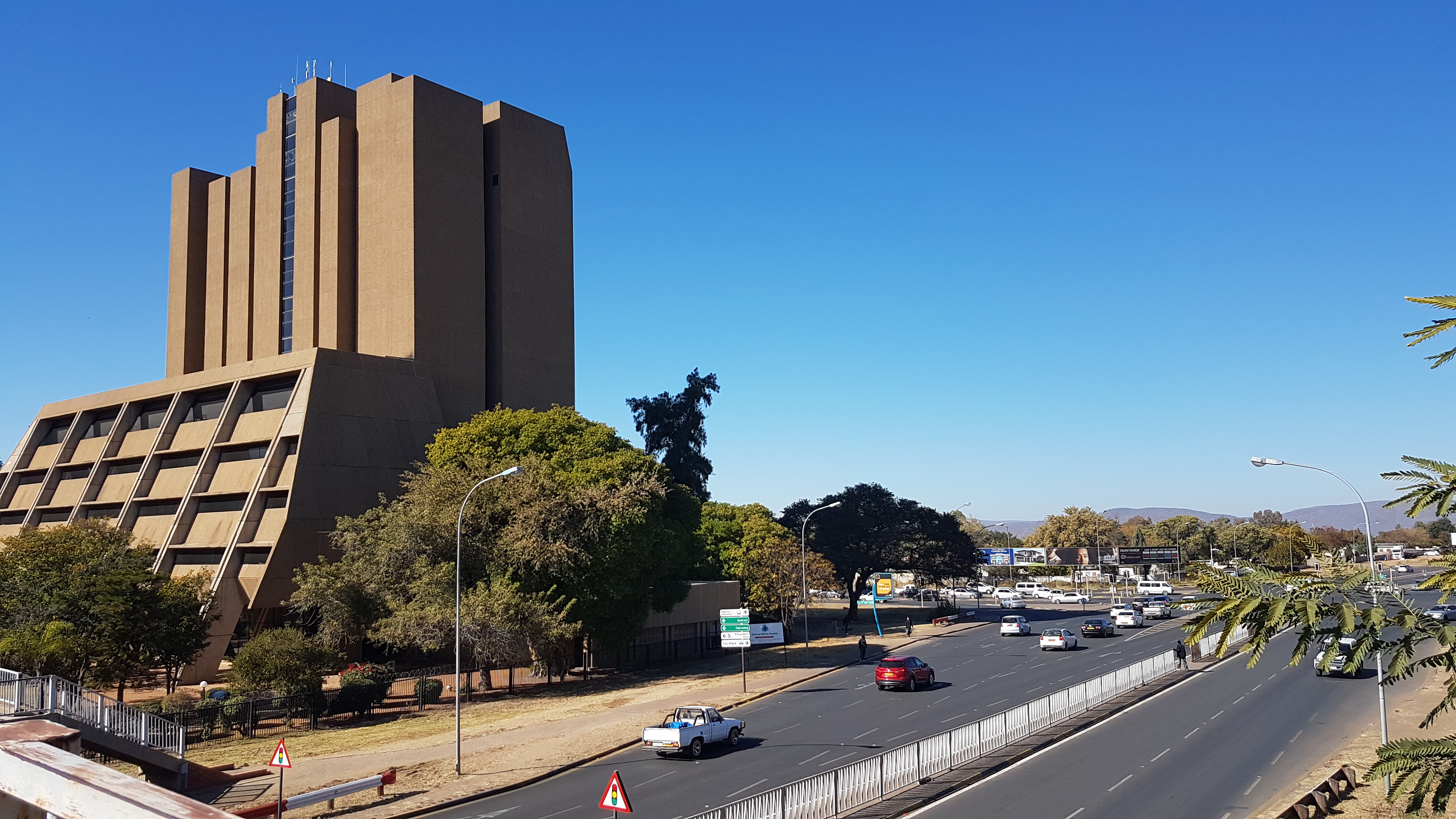
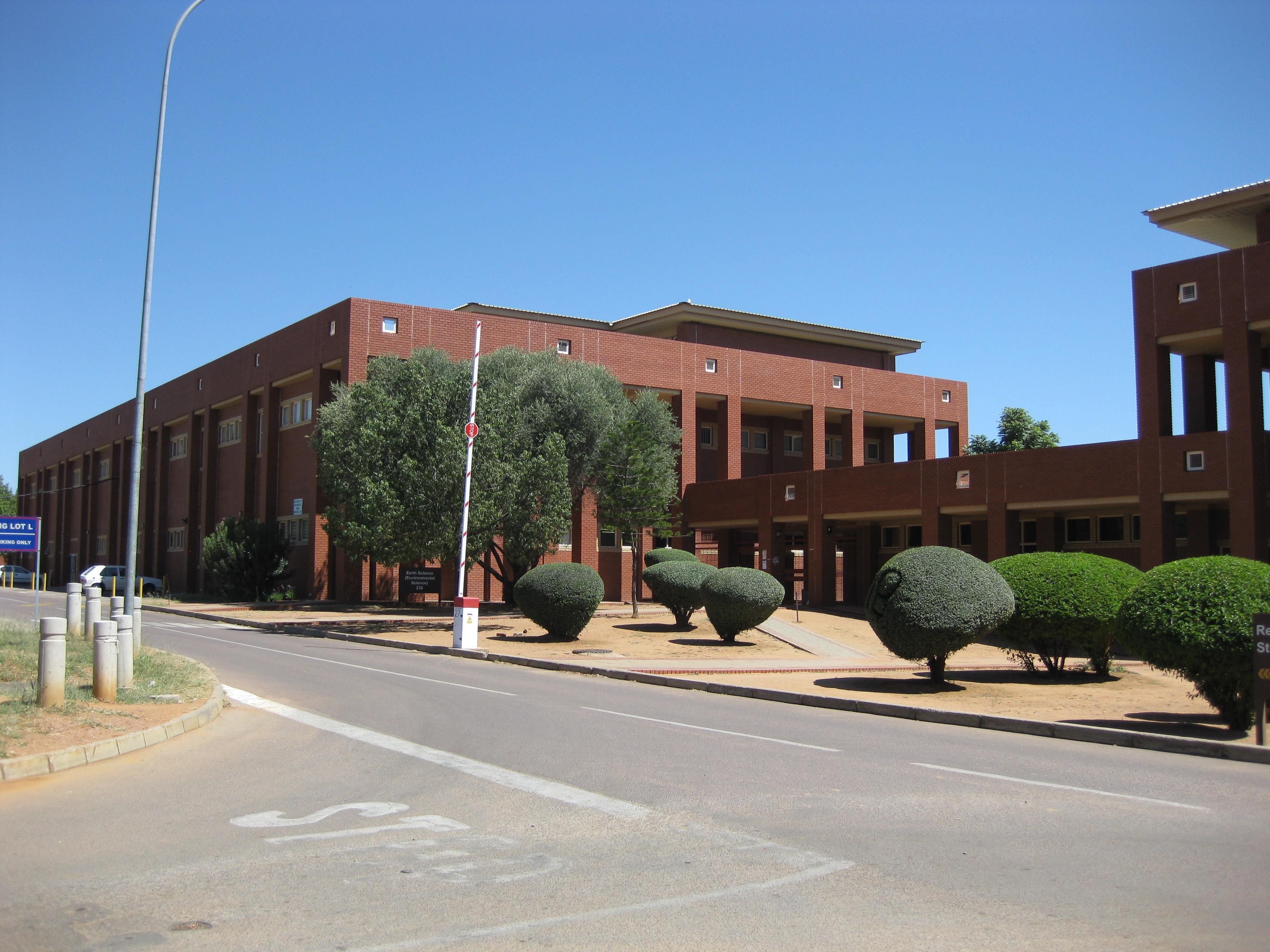
Університет Ботствани
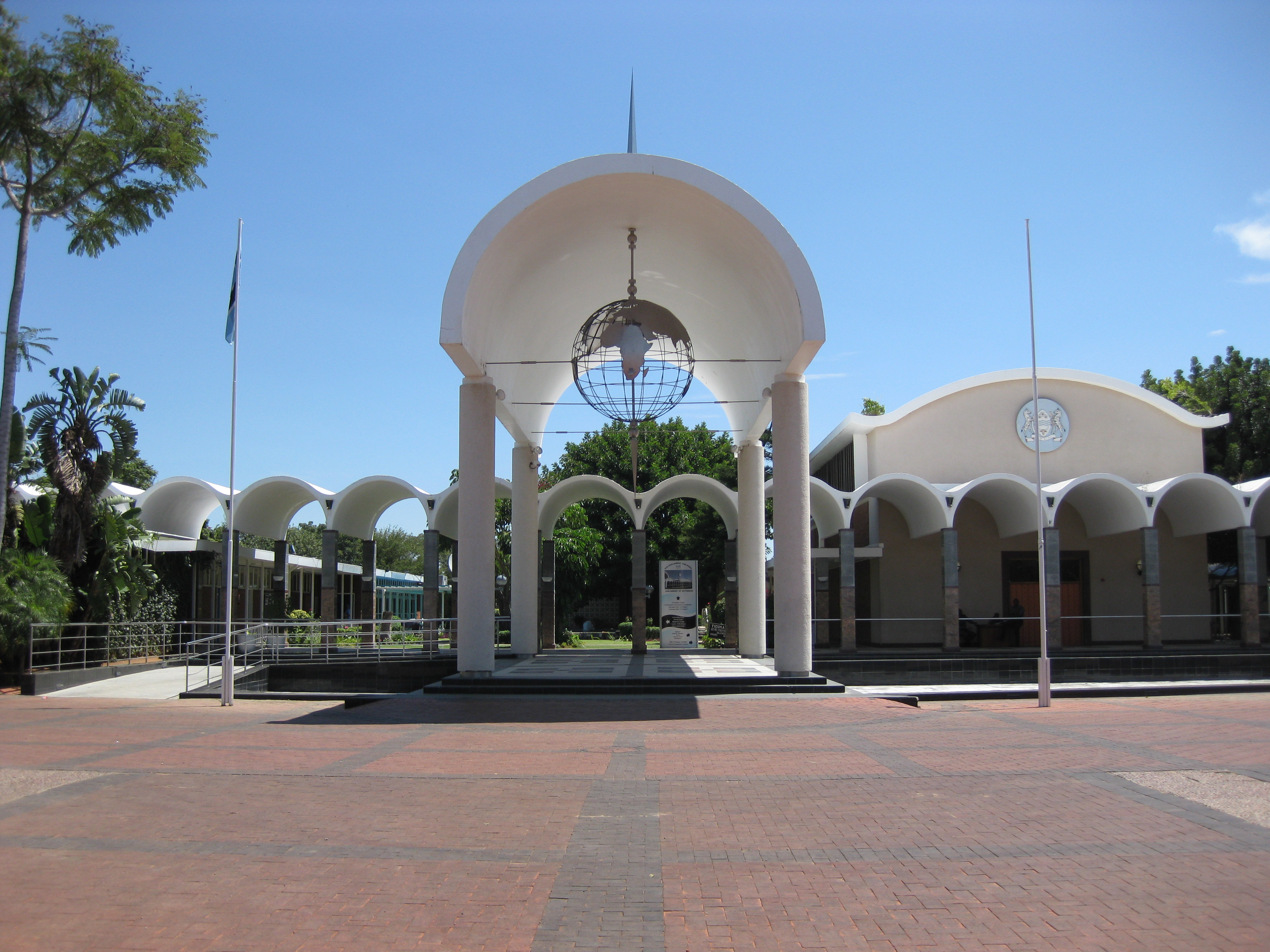
Національна асамблея Ботсвани
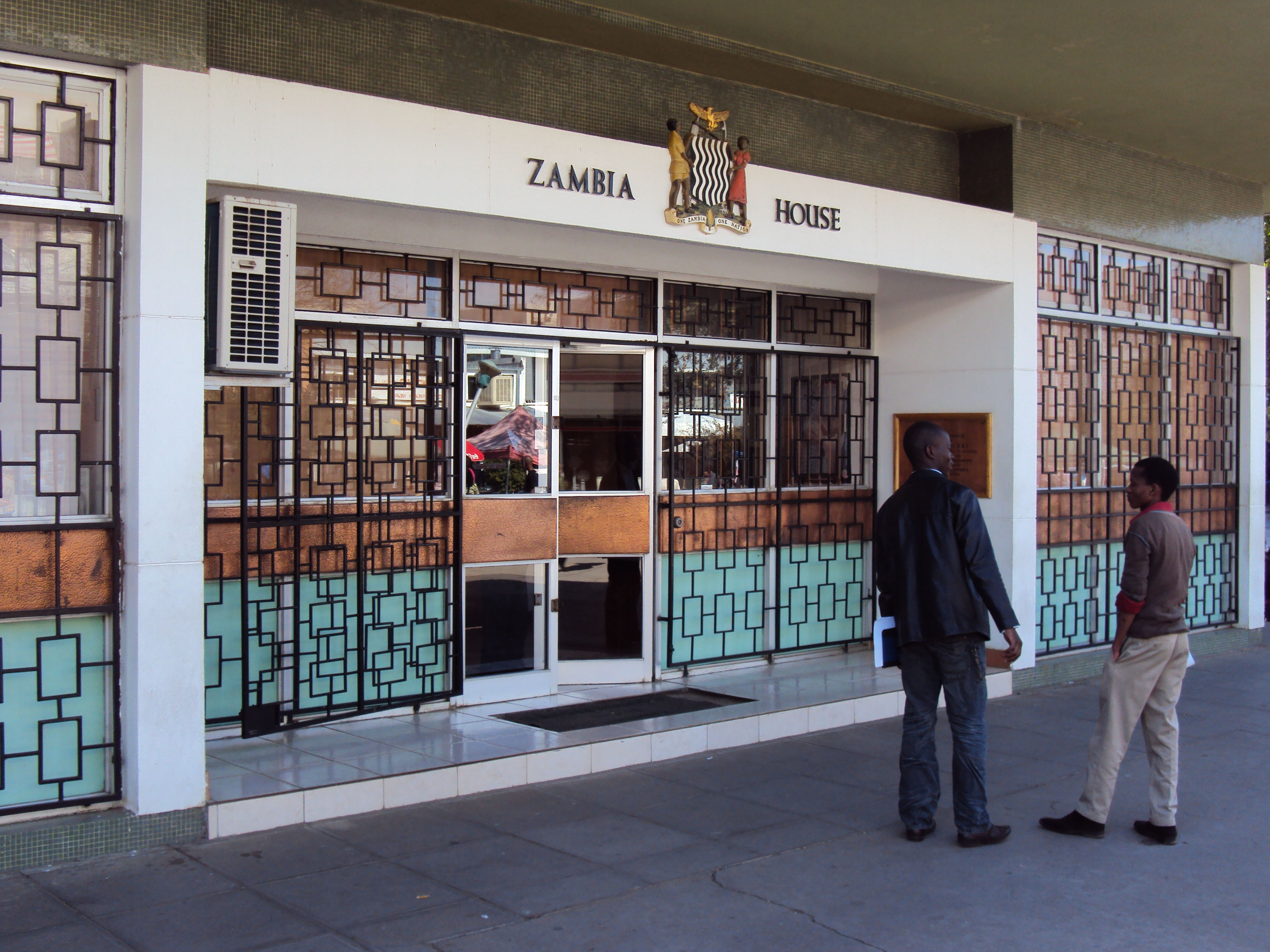
Посольство Замбії